# Hololepta africanae
Hololepta africanae är en skalbaggsart som beskrevs av Lewis 1898. Hololepta africanae ingår i släktet Hololepta och familjen stumpbaggar. Inga underarter finns listade i Catalogue of Life.